# اچ‌ام‌وی‌اس سربروس
اچ‌ام‌وی‌اس سربروس (به انگلیسی: HMVS Cerberus) یک کشتی دفاع ساحلی بود که طول آن ۲۲۵ فوت (۶۸٫۶ متر) بود. این کشتی در سال ۱۸۶۸ ساخته شد.